# ジュアンダ国際空港
ジュアンダ国際空港 （ジュアンダこくさいくうこう、インドネシア語: Bandar Udara Internasional Juanda、英: Juanda International Airport）は、インドネシア・東ジャワ州の州都であるスラバヤ及びシドアルジョにある国際空港である。
ガルーダ・インドネシア航空の6ヶ所ある拠点空港の内の1つである。

## 概要
1964年12月7日にインドネシア国軍基地として開港。名称は、空港の開発を指示したインドネシア最後の首相であるジュアンダ・カルタウィジョヨの名からとられた。その後民間航空にも使用され、1990年12月24日に国際線ターミナルビルがオープンして国際化された。2014年にターミナル2がオープンし、2017年12月現在、ターミナル2は国際線とガルーダ・インドネシアおよびインドネシア・エアアジアの国内線が、ターミナル1はその他の航空会社の国内線が使用している。
年間利用客数は、17,683,955人（2013年度）。容量は600万人であるが、2010年に年間利用客数1,100万人に達した。また管制能力は毎時21機であるが、ピーク時には毎時40 - 45機が離着陸している。

## 就航航空会社と就航都市

### ターミナルA

#### 国内線
| 航空会社                   | 就航地                                                                           |
| -------------------------- | -------------------------------------------------------------------------------- |
| ガルーダ・インドネシア航空 | ジャカルタ、デンパサール、バンドン、スマラン、ロンボク、バリクパパン、マカッサル |

#### 国際線
| 航空会社                                | 就航地 |
| --------------------------------------- | --- |
| ガルーダ・インドネシア航空              | シンガポール 【季節運航】:ジッダ、メディナ                                                                                       |
| シティリンク                            | ペナン 【季節運航】:ジッダ |
| インドネシア・エアアジア X              | クアラルンプール、ペナン、ジョホールバル                                                                                         |
| ライオン航空                            | クアラルンプール、メディナ 【季節運航】:ジッダ                                                                                   |
| マレーシア航空                          | クアラルンプール |
| エアアジア                              | クアラルンプール |
| イーグレクスプレス（英語: Eaglexpress） | 季節運航: キング・アブドゥルアズィーズ国際空港                                                                                   |
| シンガポール航空 (スターアライアンス)   | シンガポール・チャンギ国際空港                                                                                                   |
| スクート                                | シンガポール・チャンギ国際空港                                                                                                   |
| シルクエアー                            | シンガポール・チャンギ国際空港                                                                                                   |
| ジェットスター・アジア航空              | シンガポール・チャンギ国際空港                                                                                                   |
| ロイヤルブルネイ航空                    | ブルネイ国際空港 |
| チャイナエアライン                      | シンガポール・チャンギ国際空港                                                                                                   |
| キャセイパシフィック航空                | 香港国際空港 |
| サウディア                              | キング・アブドゥルアズィーズ国際空港 季節運航:プリンス・モハンマド・ビン・アブドゥルアズィーズ国際空港、キング・ハーリド国際空港 |

### ターミナルB

#### 国内線
| 航空会社                 | 就航地 |
| ------------------------ | --- |
| インドネシア・エアアジア | スカルノ・ハッタ国際空港（ジャカルタ）、ングラ・ライ国際空港（デンパサール）、クアラナム国際空港（メダン） |
| エアファスト             | スカルノ・ハッタ国際空港（ジャカルタ）、ハサヌディン国際空港（マカッサル）、ティミカ |
| シティリンク             | スカルノ・ハッタ国際空港（ジャカルタ）、フセイン・サストラネガラ国際空港（バンドン）、ングラ・ライ国際空港（デンパサール）、ロンボク国際空港（ロンボク）、スルターン・アジ・ムハンマド・スレイマン空港（バリクパパン）、シャムスディン・ノール空港（バンジャルマシン）、ハサヌディン国際空港（マカッサル） |
| ライオン・エア           | スカルノ・ハッタ国際空港（ジャカルタ）フセイン・サストラネガラ空港（バンドン）、ングラ・ライ国際空港（デンパサール）、アジスチプト国際空港（ジョグジャカルタ）、パティムラ空港（アンボン）、スルターン・アジ・ムハンマド・スレイマン空港（バリクパパン）、シャムスディン・ノール空港（バンジャルマシン）、ハン・ナディム国際空港（バタム島）、アブドゥル・ラフマン・サーレ空港（マラン）、ロンボク国際空港（ロンボク）、ハサヌディン国際空港（マカッサル） |
| ウイングス・エア         | スカルノ・ハッタ国際空港（ジャカルタ）フセイン・サストラネガラ空港（バンドン）、ングラ・ライ国際空港（デンパサール）、シャムスディン・ノール空港（バンジャルマシン） |
| スリウィジャヤ航空       | スカルノ・ハッタ国際空港（ジャカルタ）、スルターン・アジ・ムハンマド・スレイマン空港（バリクパパン）、シャムスディン・ノール空港（バンジャルマシン）、ハン・ナディム国際空港（バタム島）、クパン、スマラン、ソロ、ハサヌディン国際空港（マカッサル） |

## 拠点・焦点都市としている航空会社
- シティリンク
- ガルーダ・インドネシア航空
- インドネシア・エアアジア
- ライオン・エア
- スリウィジャヤ航空

## 事故
- キャセイパシフィック航空780便事故:2010年4月に発生した航空事故。本空港の航空機燃料供給システムが海水で汚染されていたことが原因となり、飛行中のエンジンが出力制御不能となった。
- 2014年12月28日、スラバヤ発シンガポール行インドネシア・エアアジア8501便（エアバスA320）が、当空港を出発後に消息を絶った。2日後の30日は、カリマンタン島周辺で同航空会社の破片の一部と確認された[2]。この便には、乗員7人・乗客155人の合わせて162人が乗っていた[3]。事故当時、航路周辺では悪天候だった。2014年にマレーシアの航空会社が関連して事故を起こした3件目（うち2件はマレーシア航空で、このうち1件はまだ行方不明のまま）。